# Abraham Quintanilla
Abraham Isaac Quintanilla Jr. (Corpus Christi, Texas, 22 de febrero de 1939) es un cantante, compositor y productor estadounidense. 
Es el padre de Selena, A.B. y Suzette Quintanilla, y fue productor ejecutivo de una película biográfica sobre la vida de Selena en 1997, en la que fue interpretado por el actor Edward James Olmos.

## Primeros años
Quintanilla nació en Corpus Christi, Texas, hijo del medio de seis hermanos, hijo de Abraham González Quintanilla Sr. y María Tereza Calderón. Los padres de Quintanilla trabajaron a lo largo del Río Bravo en Texas, recolectando vegetales, algodón y frutas. Cuando tenía catorce años, sus padres abandonaron la Iglesia Católica y se convirtieron en Testigos de Jehová. El padre de Quintanilla más tarde trabajó como reparador de carrocerías.
Quintanilla asistió a la escuela secundaria Roy Miller y pronto se unió a dos de sus amigos para formar un coro de la escuela secundaria llamado Gumdrops. Abraham abandonó la escuela secundaria Roy Miller cuando estaba en el último año para seguir su carrera. María desaprobó fuertemente el deseo de su hijo de convertirse en cantante profesional.

## Carrera

### Primeros años
En 1956, Quintanilla se encontró con sus exalumnos actuando en un baile de la escuela secundaria. Inmediatamente reconoció sus voces y quedó enganchado. Mientras se enteraba de que uno de sus vocalistas principales dejaba la banda: Abraham se acercó inmediatamente a los "Dinos" y les preguntó si podía ser parte de su grupo de canto. El grupo decidió darle una oportunidad a Abraham invitándolo a practicar con ellos. La solicitud de Quintanilla fue concedida cuando los Dinos lo coronaron como la "tercera voz". Durante las etapas iniciales del grupo, a los Dinos se les pagaba treinta dólares estadounidenses en lugares reservados. Los Dinos mencionaron que sus inspiraciones musicales se originaron en los conjuntos musicales The Four Aces y Mills Brothers. En 1959, Los Dinos lanzaron su primer sencillo "So Hard to Tell" en el sello JW Fox que era propiedad de Johnny Herrera. El sencillo se convirtió en un éxito clásico en la emisora de radio KEYS y ayudó a la banda a obtener reservas en sock hops en Corpus, Kingsville y Woodsboro, Texas.
El segundo sencillo de Los Dinos, "Give Me One Chance", que fue compuesto por Teddy Randazzo, quien había escrito canciones para Little Anthony and the Imperials, vendió 150.000 copias al año. El sencillo comenzó a tener una amplia difusión en todo el sur de Texas y en la emisora de radio KILT-FM. La popularidad de Los Dinos prosperó después de las ventas récord de "Give Me One Chance". La banda grabó diez revoluciones por minuto en inglés y realizó versiones de canciones de The Beatles, Ray Stevens, Johnny Tillotson, Tommy Roe, Sam & Dave y los Five Americans.
La banda fue víctima de racismo y discriminación por ser de ascendencia mexicana. El propietario de un club, que pensó que la banda era italiana, se sorprendió al saber que Los Dinos eran mexicano-estadounidenses y se negó a pagarles. Los Dinos también fueron rechazados para habitaciones de motel y otros lugares en barrios de personas predominantemente blancas.
Los siguientes sencillos de la banda "Twistin' Irene", "Ride Your Pony" y "Lover's Holiday" se vendieron mal. En octubre de 1961, Quintanilla fue reclutado por la Fuerza Aérea de los Estados Unidos. Después del campo de entrenamiento, estuvo estacionado en la Base de la Fuerza Aérea McChord en Tacoma, Washington. Mientras estuvo allí, conoció a Marcella Samora, mitad mexicana-estadounidense y mitad india cherokee. El padre de Samora era originario de Amarillo, mientras que su madre era de Colorado. Quintanilla y Samora se casaron el 8 de junio de 1963.
Después de la baja de Quintanilla del servicio activo en noviembre de 1963, su esposa dio a luz a su primer hijo, Abraham "A.B". Quintanilla III el 13 de diciembre del mismo año. Un mes después del nacimiento de su hijo, la familia se mudó de Washington a Corpus Christi, Texas. Tras el regreso a su ciudad natal, Quintanilla se reincorporó a Los Dinos y comenzó a cantar música pop y rock and roll estadounidense. Mientras actuaban ante una multitud de asistentes al concierto de ascendencia mexicana, Los Dinos fueron reprendidos por tocar música mexicana en español. Cuando continuaron tocando su alineación planeada de música pop y rock, fueron interrumpidos y llamados "queers". A la gente del club se les devolvió el dinero después de que la banda confesara no saber nada de música mexicana. Esto enfureció a las personas que querían bailar y expulsaron a la banda del edificio. Se tuvo que llamar a la policía local de Corpus Christi para escoltar a la banda. La banda cambió su género musical al rock chicano debido a los costos de crear música popular en inglés y la popularidad de la banda. Los Dinos grabaron su primer disco: Con esta copa en 1964 en el sello Falcon Records de Arnoldo Ramírez. El sencillo Con esta copa se convirtió en un éxito instantáneo en Texas y tuvo una gran difusión en el momento de su lanzamiento en Epitome. El sencillo también se tocó en los estados vecinos.
La banda lanzó tres discos más con Falcon hasta que se pasaron a la discográfica Bernal Records. El 29 de junio de 1967, Marcella dio a luz a su primera hija, Suzette Michelle Quintanilla. Para 1969, la popularidad de Los Dinos se había desvanecido y sus ventas de discos comenzaron a declinar. Quintanilla luego abandonó la banda mientras el resto del grupo siguió sin él.
Los Dinos continuaron grabando música y para 1974, la banda había grabado veinte discos de 45 y seis LP. Luego, los miembros de la banda terminaron oficialmente sus carreras.

### Con Selena y Los Dinos
Quintanilla se mudó a Lake Jackson, Texas a principios de la década de 1970 y comenzó a trabajar a tiempo completo para mantener a su esposa e hijos. Trabajó para Dow Chemical Company, dejando de lado su pasión por la música. Se estaban adaptando a la vida en Lake Jackson cuando los médicos le dijeron a Marcella que tenía un tumor que debía extirparse de inmediato. Marcella y Quintanilla decidieron buscar una segunda opinión antes de aceptar la cirugía. El segundo médico les informó que no había tumor: Marcela estaba embarazada. Les dijeron que este bebé era un niño y comenzaron a planear un hijo. Eligieron el nombre de Marc Antony (Quintanilla), pero Marcella dio a luz a una hija el 16 de abril de 1971 en el Freeport Community Hospital. Una mujer que compartía la habitación de hospital semiprivada de Marcella sugirió el nombre de "Selena".
Quintanilla estaba enseñando a su hijo mayor, A.B., a tocar la guitarra cuando Selena entró y comenzó a cantar junto con su padre. Quintanilla notó la excelente voz de Selena y, creyendo que ella realmente tenía talento, no perdió tiempo en trabajar para desarrollar su talento vocal. Quintanilla formó un nuevo grupo y basó su nombre en la banda de su juventud: Selena y Los Dinos. Quintanilla, con la ayuda de su antiguo gerente del estudio de grabación y amigo, comenzó a grabar canciones con Selena y sentó las bases para una carrera musical para sus hijos.
En 1979, Quintanilla abrió un restaurante mexicano llamado PapaGayo's y construyó una plataforma para que sus hijos pudieran actuar para los clientes del restaurante mientras disfrutaban de su comida. El restaurante sufrió la recesión de 1981 y se vio obligado a cerrar. Esta economía tuvo un impacto severo en los Quintanilla y otras familias del sur de Texas. Abraham tomó sus aspiraciones musicales y se mudó a Corpus Christi después de que su familia se viera obligada a vender su casa para evitar la bancarrota. Selena y Los Dinos y su padre se presentaban en esquinas, fiestas, bodas y cualquier otra función social que generara ingresos para la familia.
En 1984, Selena y Los Dinos firmaron con Freddie Records. Grabaron y lanzaron su álbum debut titulado Selena y Los Dinos. Selena fue criticada por Freddie Martinez (CEO de Freddie Records) por ser una mujer joven en un género dominado por hombres. Quintanilla transfirió a sus hijos a Cara Records y lanzó su segundo álbum, The New Girl in Town. Este álbum propició la aparición de Selena y Los Dinos como invitados musicales en el Show de Johnny Canales.
Para 1989, Selena había lanzado ocho grabaciones largas en los sellos independientes de Manny Guerra, GP Productions y Record Producer Productions. Estos álbumes lanzaron el dominio de Selena en los Tejano Music Awards, a partir de 1986. La actuación de Selena en los TMA llamó la atención de José Behar, el ex director de Sony Music Latin. Behar firmó a Selena con Capitol/EMI. Más tarde dijo que fichó a Selena porque pensó que había descubierto a la próxima Gloria Estefan.
Selena ganó el premio Grammy de 1993 al "Mejor álbum mexicano-estadounidense" por Selena Live!.
El álbum Amor Prohibido de Selena de 1994 se convirtió en el álbum latino más vendido de todos los tiempos. Amor Prohibido fue certificado 20x Platino (tipo latino) por la RIAA por vender más de dos millones de copias y finalmente vendió más de cinco millones en todo el mundo. Las ventas y la base de fans de Selena aumentaron y allanaron el camino para lograr su sueño de grabar un álbum crossover en inglés en perspectiva.

## Muerte de Selena
El 31 de marzo de 1995, la hija menor de Quintanilla, Selena, fue asesinada por la presidenta del Selena Fan Club, gerente de las boutiques de Selena, Selena Etc. y amiga, Yolanda Saldívar.
Después de la muerte de Selena, Quintanilla ha estado involucrado en cada desarrollo de álbumes, documentales y otras producciones que involucran o hablan de Selena. Poco después de la muerte de Selena, Abraham Quintanilla y su familia fundaron la Fundación Selena, una organización benéfica que ayuda a niños en crisis. Abraham Quintanilla ha aparecido en numerosos especiales de televisión sobre Selena. Quintanilla continúa produciendo nuevos actos en las industrias de la música y el cine con su compañía discográfica, Q-Productions.
En la película biográfica de 1997, Selena, Quintanilla fue interpretado por Edward James Olmos, mientras que el propio Quintanilla se desempeñó como coproductor. En la miniserie de Netflix de 2020 Selena: la serie, fue interpretado por Ricardo Chavira. En 2021, Quintanilla lanzó sus memorias: A Father's Dream: My Family's Journey in Music.